# Cassanova Trexrex (rapper)
Laurian Cozma (n. 23 octombrie 1973), cunoscut în special ca Cassanova, Trexrex sau C-Threex, este un rapper român. Pionier al hip-hop-ului (în special al dirty rap-ului) românesc, el este cunoscut pentru textele controversate, dar și pentru hit-ul radio al anului 1998, Petrecerea. În prezent, cariera lui se rezumă la a cânta la festivaluri mici din zona Brașovului și în pregătirea unui nou album.

## Discografie

### Albume de studio
- Porno  - 1995
- Porno II - 1996
- Pasaj - 1997 (sub numele Diabolic)
- Radio Star - 1998
- 2000 - 1999
- Inamicul Public Nr. 1 Internațional - 2005
- Bagheta Magică - 2006
- F**k you, Boss! - 2011
- Revelația - 2013
- Țara Făgăduinței - 2019
- Forța Nucleară - 2020

### Maxi-single-uri
- Petrecerea Petrecerilor - 1998

### Compilații
- Pace Cartierului! (The Romanian Rap) - 1997 (compilație Cat Music, sub numele Diabolic)
- Rapperii din Brașov - 2001

### Albume Best-Of
- Marile Șlagăre - 2000